# Saint-Jean-le-Vieux (Ain)
Saint-Jean-le-Vieux ist eine französische Gemeinde mit 1799 Einwohnern (Stand 1. Januar 2022) im Département Ain in der Region Auvergne-Rhône-Alpes; sie gehört zum Arrondissement Nantua und zum Kanton Pont-d’Ain.

## Geografie
Die Gemeinde Saint-Jean-le-Vieux liegt im Bugey, etwa 23 Kilometer südsüdöstlich der Präfektur Bourg-en-Bresse, großräumiger gesehen auf halbem Weg zwischen Lyon und Genf. Im Norden reicht das Gemeindegebiet bis an den Fluss Ain, der dem Département seinen Namen gab.
Zu Saint-Jean gehören die Ortsteile Varey und Hauterive.
Nachbargemeinden von Saint-Jean-le-Vieux sind Jujurieux im Norden, L’Abergement-de-Varey im Südosten, Ambronay im Süden sowie Pont-d’Ain im Nordwesten.

## Geschichte
Im heutigen Ortsteil Varey fand am 8. August 1325 die Schlacht von Varey zwischen dem Grafen von Savoyen und dem Dauphin von Viennois statt.

### Bevölkerungsentwicklung
| Jahr                       | 1962 | 1968 | 1975 | 1982 | 1990 | 1999 | 2006 | 2014 | 2021 |
| Einwohner                  | 1039 | 1083 | 1024 | 1061 | 1274 | 1450 | 1553 | 1664 | 1786 |
| Quellen: Cassini und INSEE |      |      |      |      |      |      |      |      |      |

## Sehenswürdigkeiten

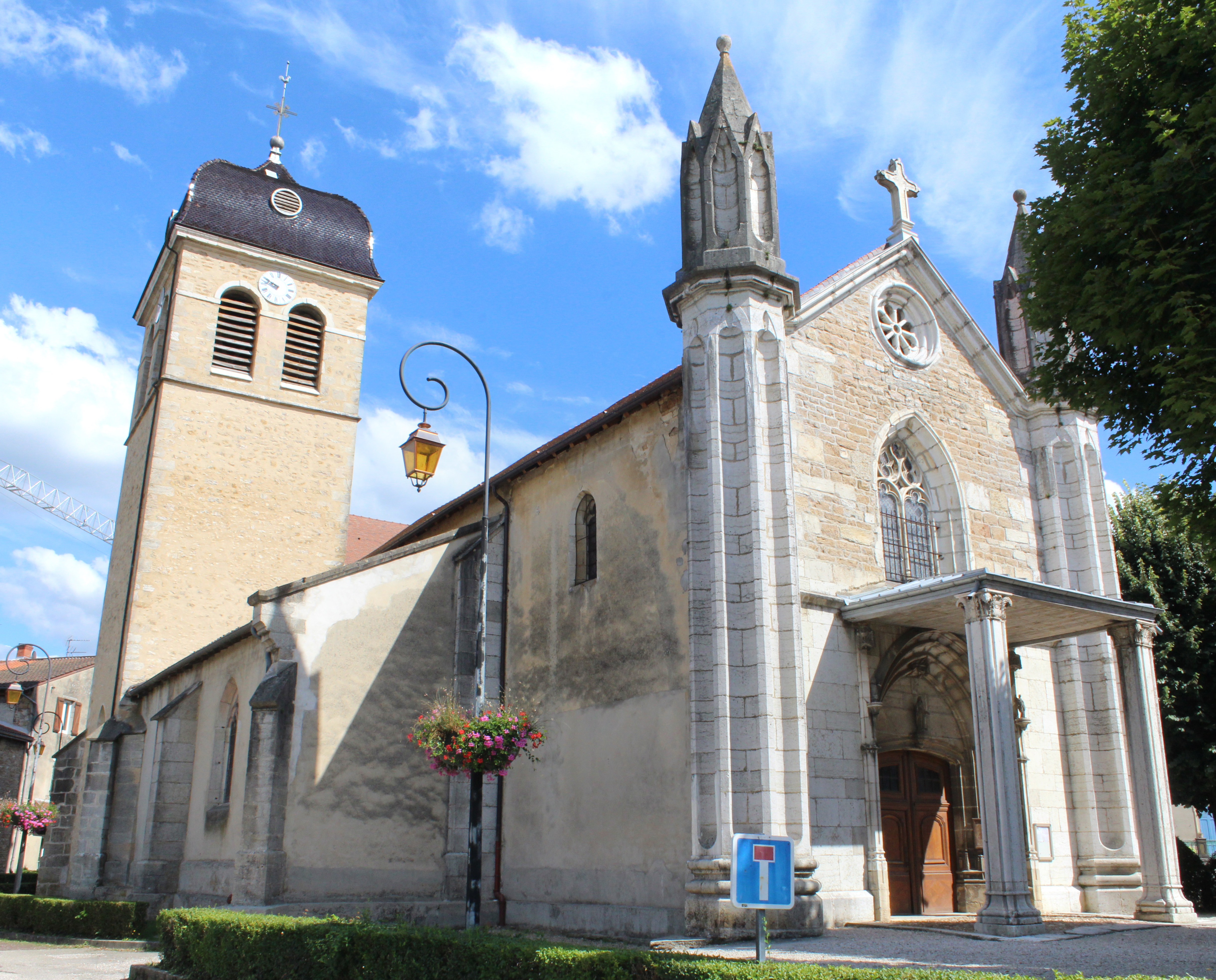
Kirche Saint-Jean-Baptiste
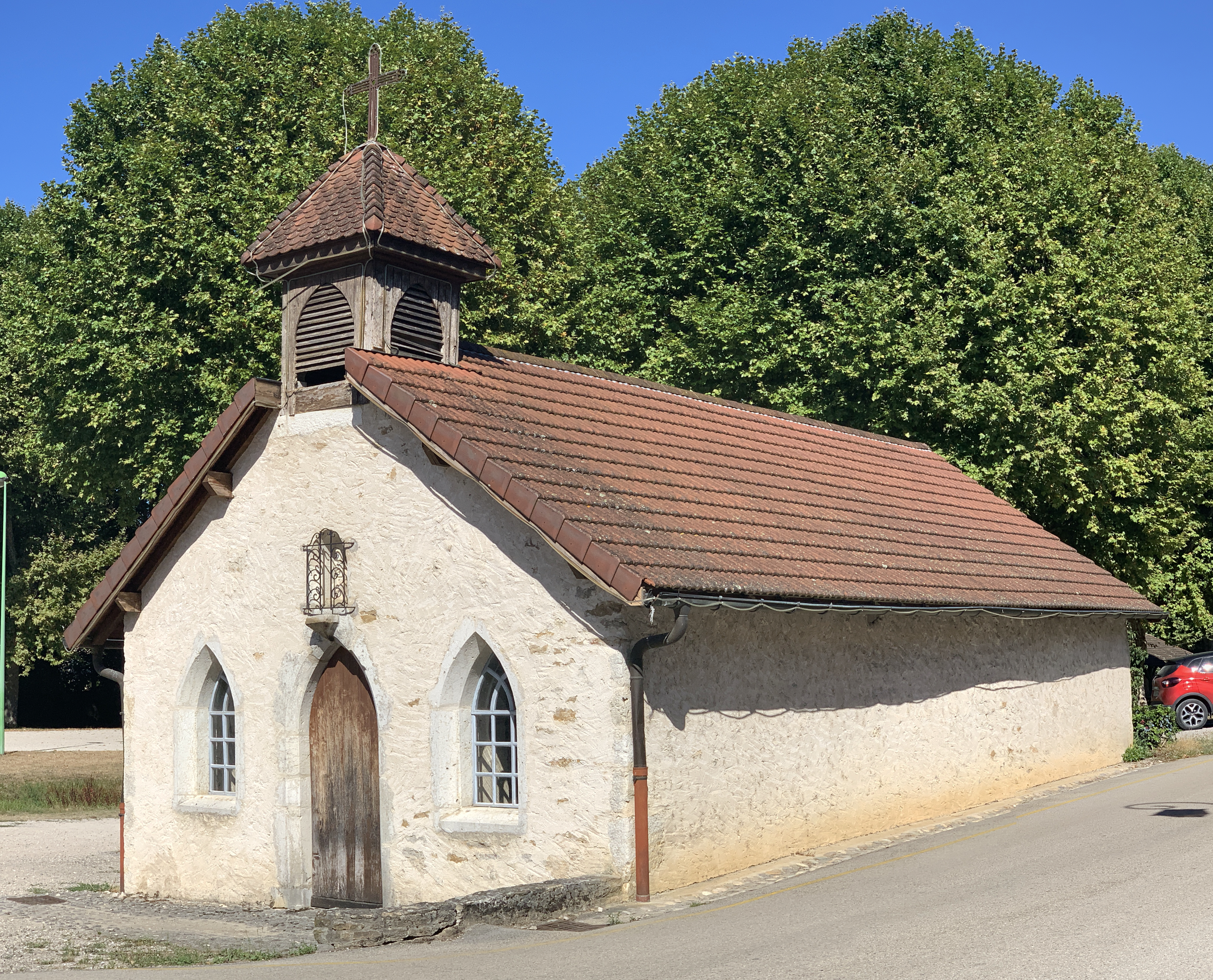
Kapelle Saint-Hubert im Ortsteil Hauterive
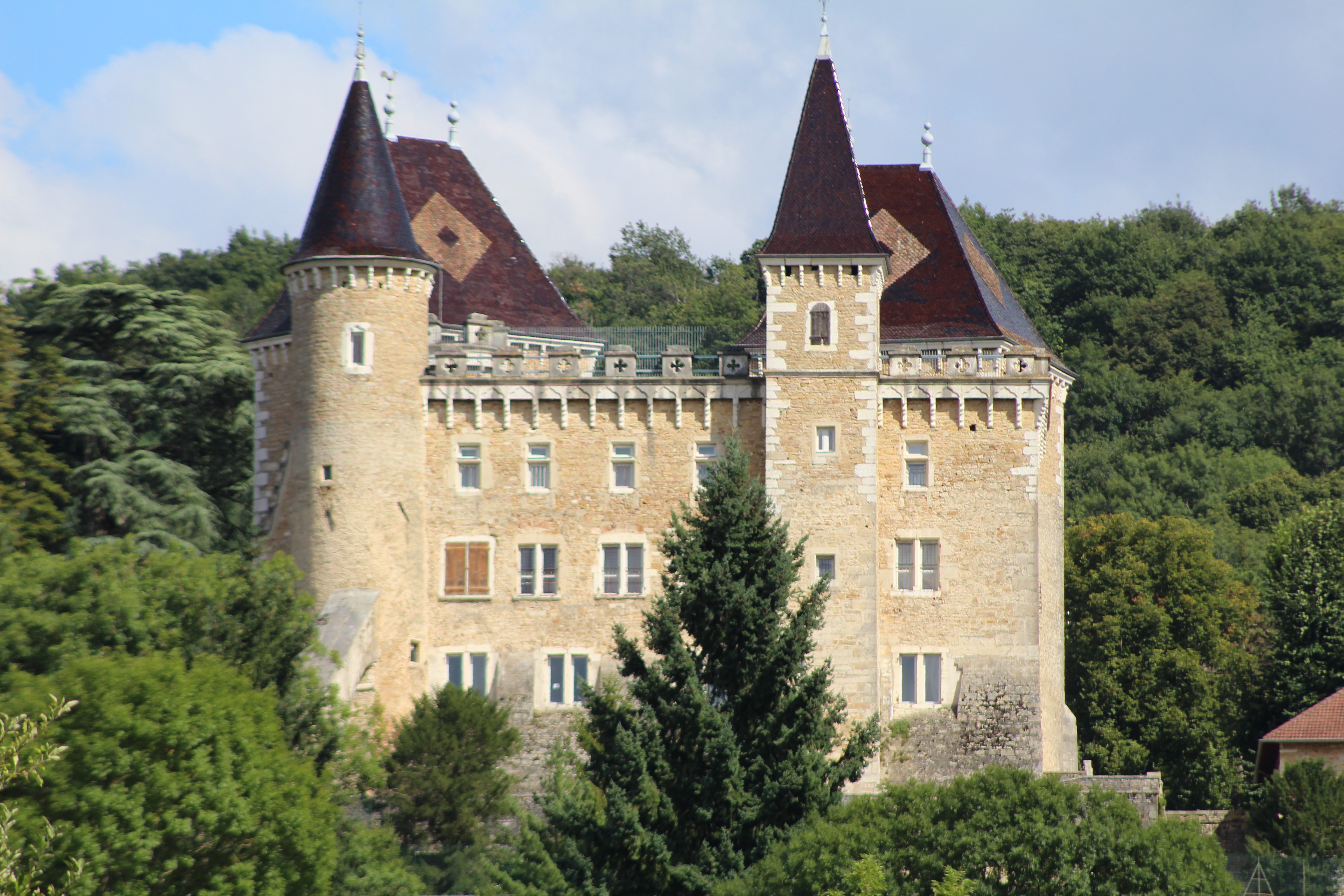
Schloss Varey
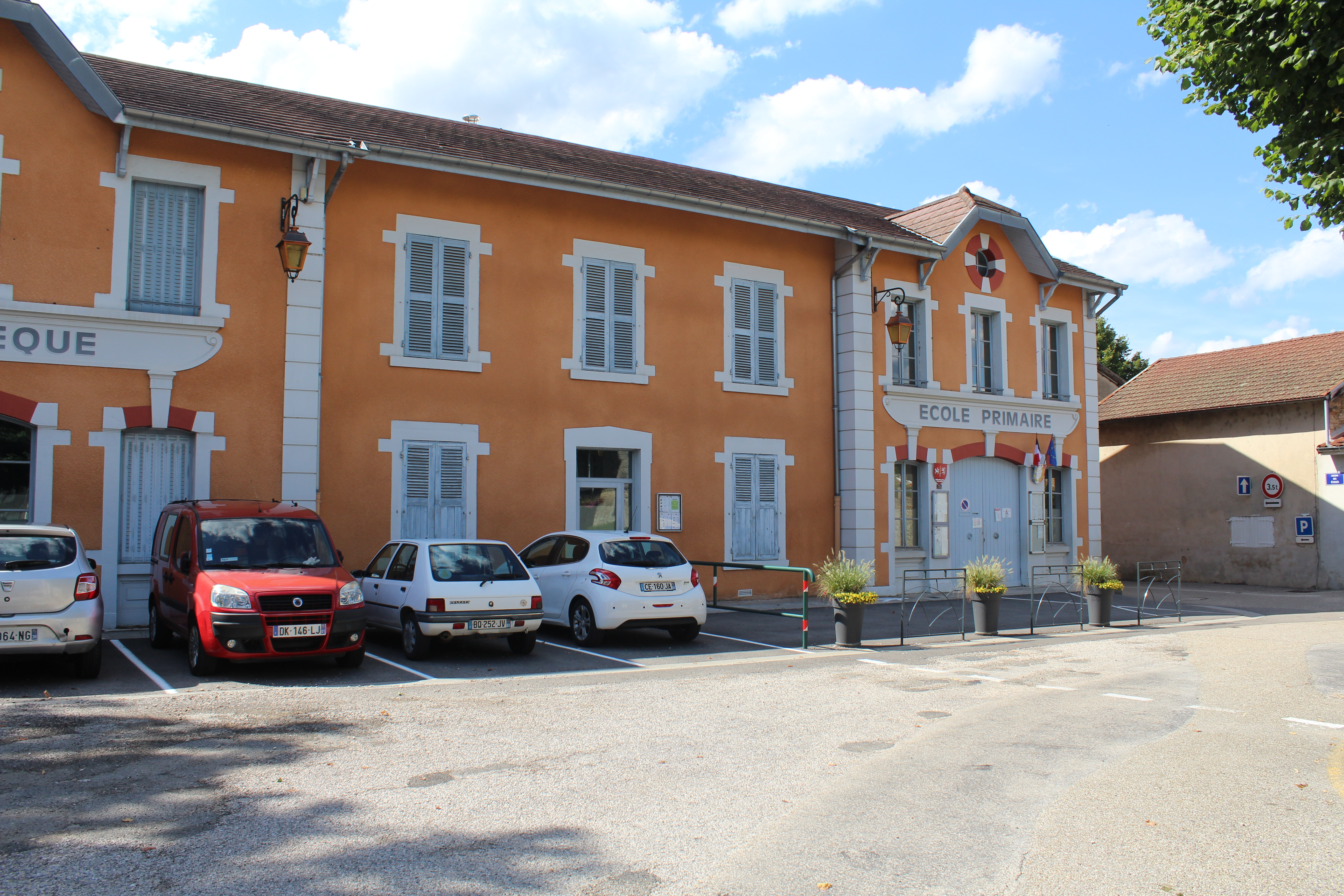
Grundschule
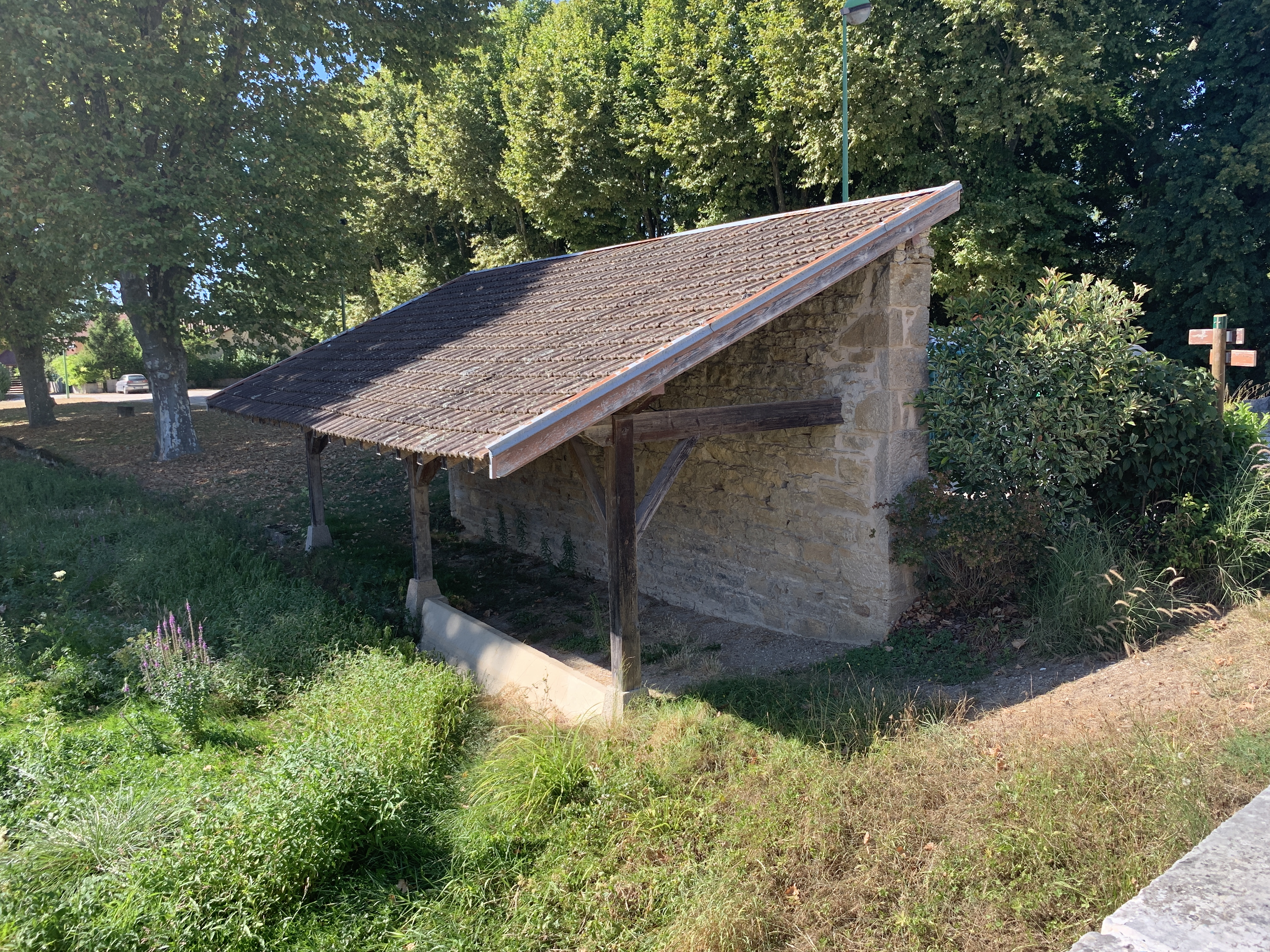
Ehemaliges Waschhaus (Lavoir)
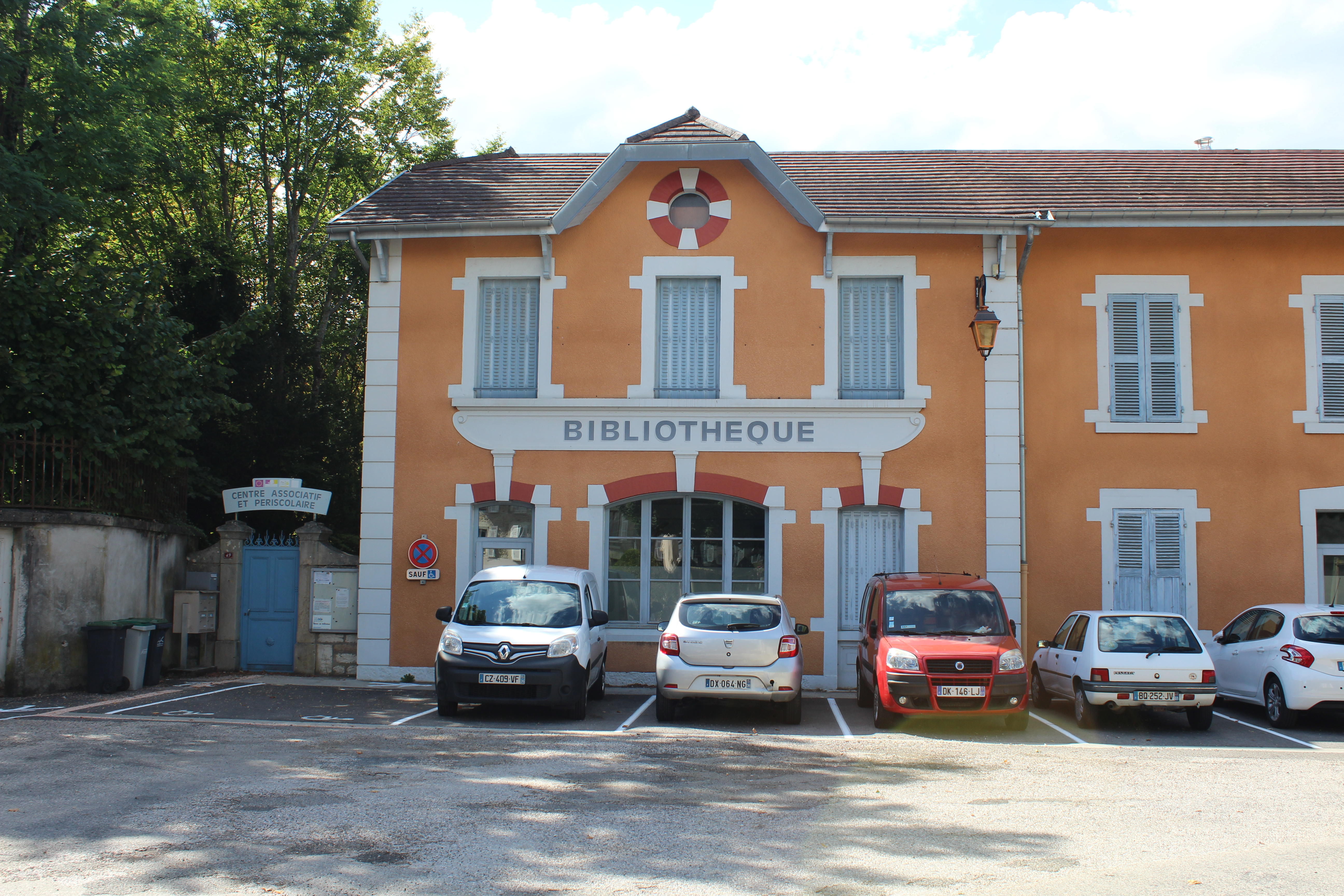
Bibliothek
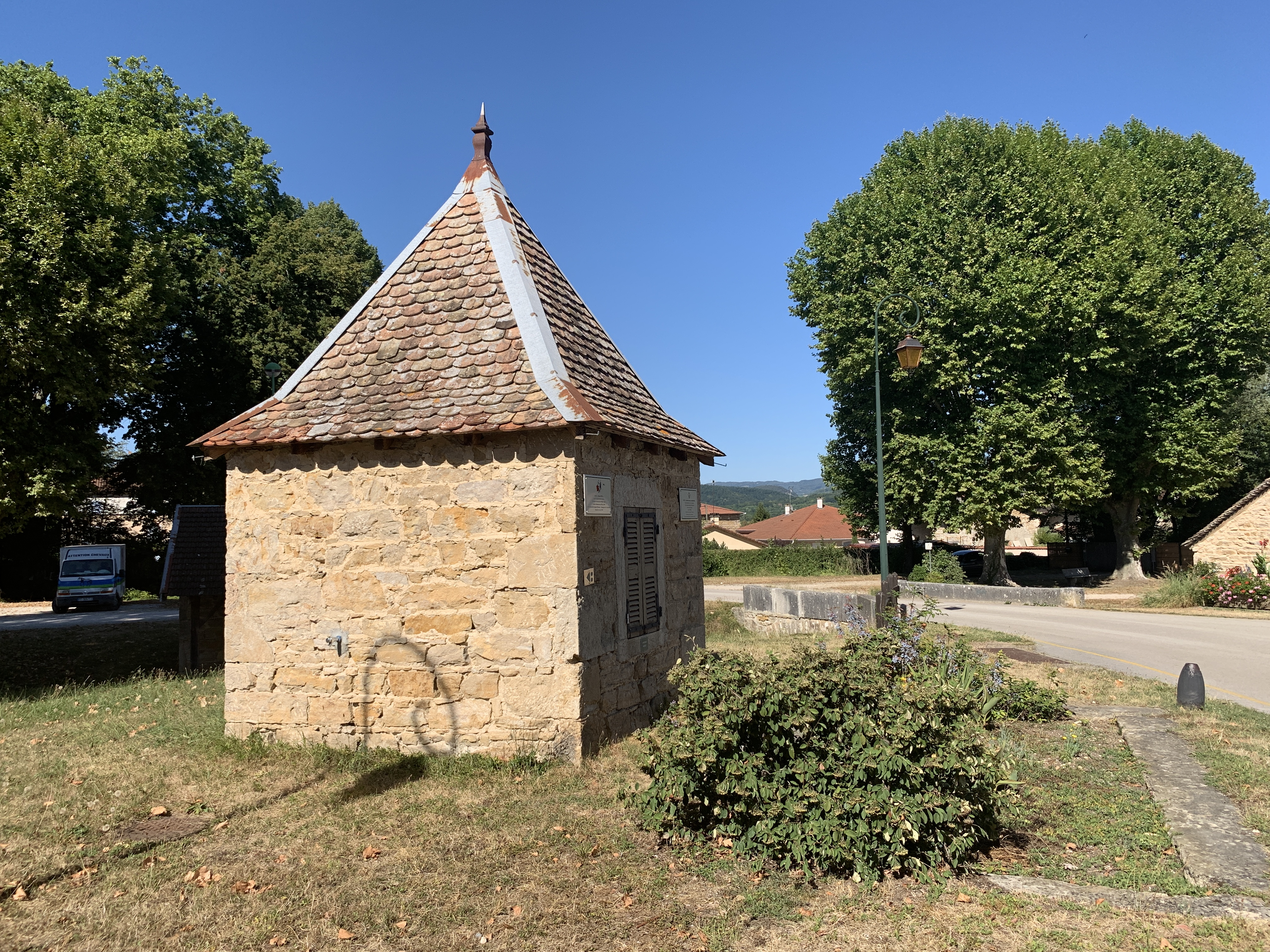
Ehemalige öffentliche Waage
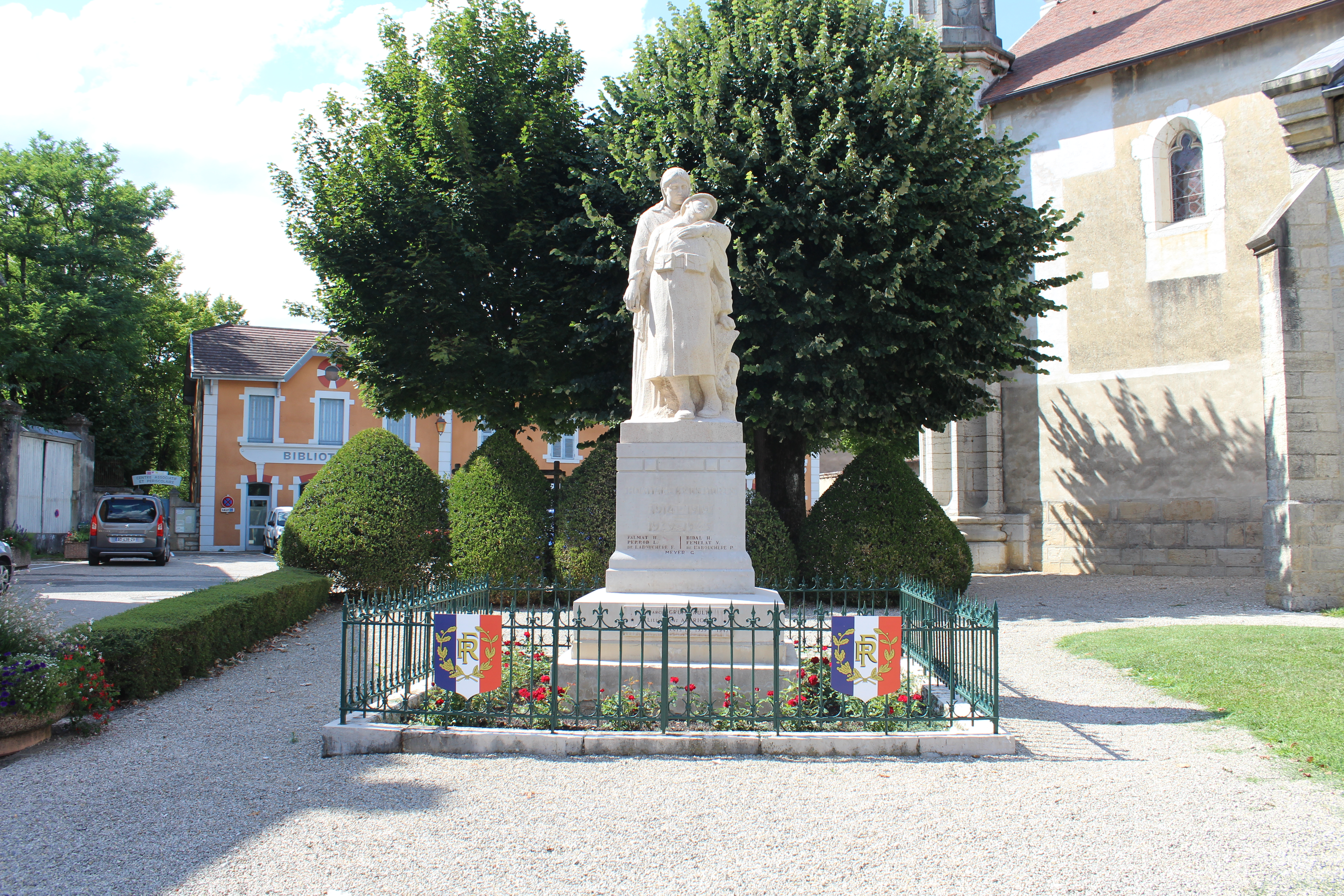
Gefallenendenkmal

- Lavoir

- Kirche Saint-Jean-Baptiste
- Kapelle Saint-Hubert
- Schloss Varey
- Grundschule
- Ehemaliges Waschhaus (Lavoir)
- Bibliothek
- Ehemalige öffentliche Waage
- Gefallenendenkmal